# 黄龙束腰蟹
黄龙束腰蟹（学名：Somanniathelphusa huanglungensis）为束腹蟹科束腰蟹属的动物。在中国大陆，分布于江西等地，多见于湖泊、水田、沟渠泥洞中。